# Xiaoxiang Shuiku
Xiaoxiang Shuiku är en reservoar i Kina. Den ligger i provinsen Yunnan, i den sydvästra delen av landet, omkring 120 kilometer öster om provinshuvudstaden Kunming. Xiaoxiang Shuiku ligger 1 915 meter över havet. Arean är 3,0 kvadratkilometer. Trakten runt Xiaoxiang Shuiku består till största delen av jordbruksmark. Den sträcker sig 4,6 kilometer i nord-sydlig riktning, och 2,6 kilometer i öst-västlig riktning.
Genomsnittlig årsnederbörd är 1 039 millimeter. Den regnigaste månaden är juni, med i genomsnitt 251 mm nederbörd, och den torraste är januari, med 11 mm nederbörd.